# Третья столица России
Третья столица — в российском политическом и журналистском дискурсе — образ города, сравниваемого по статусу с двумя признанными столицами России (Москва и Санкт-Петербург). Является выражением региональной самоидентификации, обозначая столичные амбиции и конкуренцию с Москвой и Санкт-Петербургом за «образ столицы». Образ и бренд выделяются среди разнообразных неформальных столиц (псевдостолиц) притязаниями сразу нескольких крупных российских городов.

## Образ и бренд «третьей столицы»
Формирование имиджа территорий во многом определяется позиционированием себя относительно двух признанных столиц, что вызвано многовековой двустоличностью. Появление псевдостолиц вызвано желанием подчеркнуть первенство по какому-либо вопросу. «Столичность» может быть не связана с высшим статусом города в официальном, правовом отношении. В 1990-е годы многие регионы страны заново получали образные наименования, и одновременно несколько городов стали претендовать на статус и бренд «третьей столицы». На региональном уровне обычно обсуждается степень соответствия культурно-историческим представлениям о столице. На уровне всего государства идея «третьей столицы» может рассматриваться иронически, как аналог «осетрины второй свежести» и попытка казаться лучше, чем есть. Использование образа может означать не получение функций и основных преференций столицы, а возникновение имиджа, также служить маркером назревших «межтерриториальных» отношений внутри страны. Некоторые исследователи полагали, что вопрос о «третьей» столице может быть значим для роли и развития признанных столиц, например, для Санкт-Петербурга.
При претензиях на статус «третьей столицы» город могут сравнивать с Москвой и Санкт-Петербургом, использовать такие аргументы как количество населения, исторические предпосылки и право обладания соответствующим брендом. «Третья столица», являясь местом проведения крупных мероприятий, может повышать известность города, вовлекать горожан, однако пространство гражданского участия в подобных событиях сужается, а решения, что праздновать и как «поставить» то или другое событие, нередко принимаются без учёта интересов жителей городов. В результате, суть мероприятий, остаётся, по-видимому, непонятной и ускользающей от понимания граждан. В 2010 году исследователи А. Н. Головина и Е. Н. Кочкина отмечали, что «третью столицу» можно охарактеризовать не как текущее положение, а как цель развития, реализация которой зависит от функции города на глобальном уровне и преимуществ в сравнении с другими городами-миллионерами. Причём ни один из городов не является бесспорным лидером в этом отношении.
Российским законодательством не предусмотрены «вторые», «третьи» или «десятые» столицы России с юридической точки зрения. Как поясняли в 2007 году в Министерстве регионального развития, специальным постановлением президента Бориса Ельцина в 1997 году сделано исключение для Санкт-Петербурга, который получил статус «культурной столицы России». В Роспатенте изначально также сомневались в возможности зарегистрировать этот статус. «Мы по-обывательски говорим две столицы, испытывая симпатию к Петербургу, — отмечали в Роспатенте. — Но три столицы — это перебор». В 2003 году географ В. Л. Каганский отмечал, что активность городов по получению званий вторых, третьих столиц, столиц макрорегионов беспредметна и свидетельствует о мнимом самоопределении мест, об отсутствии «реального и культурно признанного краеведения».
Конкуренция между городами за позиционирование отмечается федеральными СМИ с 1990-х годов. Поворотной точкой стала регистрация в 2009 году Казанью права на бренд «Третья столица России», что вызвало критику. О.В. Михайлов считал, что ни по научно-методологическим, ни по патентно-правовым, ни по историко-юридическим, ни по общественно-политическим причинам Казань не может являться «третьей столицей России». Кроме того, указанный бренд имеет смысл только как товарный знак (но не основание для «столичных» привилегий города), и зарегистрирован он не на администрацию города, а на ОАО «Миллениум-Зилант-Сити». Выражались сомнения в целесообразности использования такого бренда: есть позиции № 1 и № 2, и нет позиции № 3, так как она может не являться выгодной. Однако образ «третьей столицы» так или иначе используется разными городами. Со временем позиционирование городов-миллионеров относительно столицы страны утратило былую привлекательность для политических элит, но понятие «третья столица» продолжает использоваться журналистами.
«Третья столица» является привлекательным образом среди неформальных столиц, но существует множество вариантов конструирования «столичности»: по географическому положению, экономической или промышленной специализации, смешанные варианты и т. д. Для формирования бренда могут использоваться также переходящие от одного города к другому звания столиц. При этом далеко не все образы являются желательными, например, «криминальная столица». Многие неформальные названия (третья, алмазная, газовая, южная, речная, слесарная, и т. д. столицы России) часто не выходят за пределы одного-двух регионов. Степень столичных претензий также может быть не только общероссийской. Так, Дубна считается столицей мировой физики, Пушкино — лесной столицей Подмосковья, а город Сенгилей Ульяновской области — блинной столицей Поволжья. Сочетание разных уровней можно обнаружить достаточно часто, оно особенно характерно для «вице-столиц» регионов. Великие Луки, например, российская столица воздухоплавания, промышленная столица региона, южная столица Псковщины.
В сентябре 2024 года транспортный сайт «Туту.ру» опубликовал спецпроект «100 столиц России», в котором собрал многочисленные примеры «столиц» числом 100. Первая десятка алфавитного списка: «Анапа — столица детского отдыха», «Архангельск — столица арктического туризма», «Астрахань — рыбная столица», «Балабаново — спичечная столица», «Башкирия — медовая столица», «Благовещенск — столица пограничного туризма», «Великие Луки — столица воздухоплавания», «Владивосток — столица морских заповедников», «Владикавказ — столица осетинских пирогов», «Вологда — столица деревянного зодчества» и далее ещё 90 пунктов. Из основных претендентов в этом списке Екатеринбург — «столица промышленного туризма», Нижний Новгород — «столица закатов», Казань — «восточная культурная столица», Новосибирск — «научная столица». Москва, в свою очередь, это «столица железнодорожного транспорта», а Санкт-Петербург — «кулинарная столица».

## Примеры городов, претендующих на статус «третьей столицы»
В числе городов, претендующих на статус «третьей столицы», Нижний Новгород, Екатеринбург, Новосибирск, Омск и Казань:
Екатеринбург. Идентифицируется с «третьей столицей» на основе реализации крупных международных политических и культурных проектов (саммит ШОС, планирование всемирной выставки «Экспо-2020»). Третий город России по объёму экономики, чему способствовала эвакуация в войну, когда город в резервном режиме дублировал многие столичные функции. Центр Уральского федерального округа. Екатеринбург долго был третьим городом в стране по объёму потока авиапассажиров, пока его не обогнал Сочи после проведения олимпиады. Также Екатеринбург традиционно занимает третью позицию в стране по числу интернет-пользователей и темпам роста их количества.
Нижний Новгород. Город в Роспатенте отстаивал свой приоритет перед Казанью на право бренда «третья столица России». Слоган «Нижний Новгород — третья столица России» и использование статуса третьей столицы долгое время было наиболее значимой частью имиджевой стратегии Нижегородской области.
Казань. Город имеет зарегистрированные в Роспатенте бренды «третья столица России», «Третья столица», «Третий город России», «Третий город», а также «Russia’s third capital».
Омск. Бывший административный центр Степного края и «Белая столица» в годы гражданской войны. В 2016 году образ использовался при праздновании 300-летия Омска.
Новосибирск. Третий город России по численности населения, важный научный центр, административный центр Сибирского федерального округа, а также фактический центр Новосибирской агломерации, иногда называемой Большой Новосибирск. Новосибирск неоднократно предлагался на статус города федерального значения.

## В Нижнем Новгороде
Образ Нижнего Новгорода как третьей столицы России активно создавался при губернаторе Борисе Немцове. Позиционирование города как деловой, экономической столицы, «столицы реформ» также осуществлялось лозунгами «Нижний — карман России», «Купеческий город». Потому не случайны возрождение и популяризация Нижегородской ярмарки. Претензии на «столичность» в разное время связывались со статусом административного центра Приволжского федерального округа, столицы Нижегородско-Суздальского великого княжества во второй половине XIV века, с ролью во Втором народном ополчении 1611 года, расположением на месте слияния двух рек, большим промышленным и культурным потенциалом города.
В октябре 1997 года первый вице-премьер Борис Немцов, открывая форум «Новая Россия», сказал про Нижний Новгород: «Да это же третья столица России». По мнению Немцова, «город не может быть ни чьим младшим братом — даже Москвы». В 2000 году губернатор Нижегородской области Иван Скляров, отвечая на вопрос про «третью столицу», полагал, что Нижний Новгород сможет побороться за звание экономической столицы России. К 2007 году власти города пытались продвигать столичность с помощью деревянной фигурки купца с надписью «Нижний Новгород — карман России», обыгрывая старую поговорку: «Санкт-Петербург — голова России, Москва — сердце, а Нижний Новгород — её карман».
По итогам опроса 2011 года среди 400 нижегородцев исследователь О. С. Чернявская отмечала, что отголоски позиционирования города в прошлом «третья столица России», «третий город России» достаточно крепко укоренились в сознании самих нижегородцев. По её мнению, статистика о месте Нижнего Новгорода среди крупнейших городов России ничем не выделяет город и просто устарела.

## В Екатеринбурге
В медийном пространстве позиционирование Екатеринбурга в качестве третьей столицы началось в 1990-е годы. Город может идентифицироваться с «третьей столицей» из-за реализации крупных международных политических и культурных проектов (саммит ШОС, планирование всемирной выставки ЭКСПО-2020). Столичный образ создаётся такими деталями как небоскрёбы, река, заметные объекты, имеющие культурное, историческое и духовное значение. В региональном дискурсе «Екатеринбург — третья столица» обнаруживаются концепты «иностранец», «деньги», «бизнес», символ центра; используются лексемы «достаток», «благополучие». СМИ распространяли представления об облике столичного города, особенностях жизни в столице, о проведении крупных мероприятий, сравнивали «третью» столицу с «первой» и «второй», строили идентификацию Екатеринбурга как «третьей столицы» в глазах местной аудитории. С таким представлением связано позиционирование Свердловской области, столицей которой является Екатеринбург, как «опорного края державы» и центрального («столичного») региона Урала, позиционируемого как «хребет России».

## В Казани
Владимиру Путину приписываются слова, что Казань является третьей столицей России, которые он мог упомянуть на праздновании 1000-летия Казани в 2005 году. Однако, Казань стала активно использовать слоган «Третья столица России» только в марте 2007 года, когда разместила его на своих стендах на международных выставках MIPIM в Каннах и ITB в Берлине. Рекламные растяжки вызвали конфликт с Нижним Новгородом, но в итоге Казань получила официальные права на бренд.
Имидж «третьей столицы» в Казани создаётся как событиями (Универсиада, фестивали с глобальной философской тематикой), так и проектами, культивирующими прошлое города: многоконфессионального, с большим число этносов, являющегося университетской столицей на реке Волге (фестиваль фантастики «Зиланткон», художественная выставка «Казань, которой нет» и другие). Особую роль в символическом освоении концепта «третья столица» сейчас отведена знаменитым уроженцам города или иначе связанным с Казанью: дом-музей В. П. Аксёнова, оперный фестиваль имена Шаляпина, балетный фестиваль Р. Х. Нуреева, ленинские места Казани и так далее. В медиаконцепт «Казань — третья столица» вписывается бренд «Тысячелетняя Казань», содержание которого было детально конкретизировано в ходе выстраивания смысловой линии «Казань на все времена», а также идея формирования единого культурного пространства, облекая всё вокруг в яркие презентационные формы, диктуемые гонкой за управленческими новациями, показ различных граней локальной идентичности. Здесь бренд «третьей столицы» представляется на русском и английском языках. По мнению Рафаиля Хакимова, Казань не претендует на роль «третьего Рима», но выполняет ряд функций и даёт такие же условия.

## В Омске
Столичный образ Омска сформировался в конце XX века при активном участии СМИ. Дореволюционный статус города и его инфраструктура, среди прочего, определили его становление столицей Российского государства и Белой России в 1918—1919 годах, что укрепило образ Омска как временной российской столицы, «третьей столицы». Омский фотограф З. И. Жданова запечатлела зимнюю «белую столицу» реалистично, и таким город запомнился горожанам и будущим белоэмигрантам. В 1994 году в Омском государственном историко-краеведческом музее, а также в нескольких районных музеях области прошла передвижная выставка «А. В. Колчак. Портрет на фоне эпохи». Позже мэрия Омска стала издавать еженедельную общественно-политическую газету под названием «Третья столица», а в 2004 году журналисты вместе с историками создали 30-минутную телепередачу. Городской идеал Омска в целом артикулирован нечётко, хотя и конкретизируется в том числе в представлении о городе-крепости и Белой столице.
В 2016 году к 300-летию был снят документальный фильм «Омскъ. Третья столица», 38-минутная торжественная лента, а министр культуры РФ Владимир Мединский на юбилее города назвал его третьей столицей России. Одновременно в 2016 году в Омске проходил культурный проект «Третья столица» («Белая столица») по истории гражданской войны. В 2017 году споры вызвала очередная попытка установить памятник адмиралу Колчаку.